# La Gloria, Nuevo León
La Gloria är en ort i Mexiko.   Den ligger i kommunen García och delstaten Nuevo León, i den centrala delen av landet, 700 km norr om huvudstaden Mexico City. La Gloria ligger 1 043 meter över havet och antalet invånare är 191.
Terrängen runt La Gloria är kuperad åt nordväst, men åt sydost är den bergig. Runt La Gloria är det ganska tätbefolkat, med 155 invånare per kvadratkilometer. Närmaste större samhälle är García, 19,6 km nordost om La Gloria. Omgivningarna runt La Gloria är i huvudsak ett öppet busklandskap.